# Hamurabi I. Jamhadski
Hamurabi I. je bil tretji dokazani kralj Jamhada (Halab, Alep), ki je vladal od okoli 1764 pr. n. št. do okoli  1750 pr. n. št. (srednja kronologija).

## Zgodnje življenje
Hamurabi I. je bil sin jamhadskega kralja Jarim-Lima I. in kraljice Gašere. Njegov zasebni tajnik in  prestolonaslednik je bil Sin-Abuš, znan s tablic iz marijskih arhivov. O njegovem življenju pred prihodom na prestol po očetovi smrti okoli leta 1764 pr. n. št.  je znano samo to. 

## Vladanje
Jarim-Lim I. je zapustil kraljestvo na vrhuncu svoje moči. Hamurabi I. je zato spadal med najmočnejše vladarje svoje dobe. Kraljestva ni ogrožal noben zunanji sovražnik, ker je njegov oče sklenil zavezništvo z Babilonom in Ešnunno in odpravil nevarnost, ki je prihajala iz Katne.
Na začetku svoje vladavine je poslal svoje vojake na pomoč babilonskemu kralju Hamurabiju proti Sive-Palar-Hupaku Elamskemu, ki je napadel Babilon.
Ko je Amut-Pi-El iz Katne   poskušal skleniti zavezništvo z elamskim kraljem, je Zimri-Lim Marijski na to opozoril Hamurabija I. Elamske odposlance so na poti domov ujeli in preprečili sklenitev zavezništva. Po porazu Elama je Hamurabi I. poslal vojsko Hamurabiju Babilonskemu na pomoč proti Larsi.
Ravnanje Hamurabija Babilonskega z odposlanci iz Jamhada dokazuje, da je imel Jamhad enak status kot Babilon, kar je izzvalo pritožbe odposlancev iz Marija. Dejstvo, da je Zimri-Lim prišel na prestol s pomočjo Jamhada, je pomenilo, da Mari ni bil povsem neodvisen.  To je hkrati pripomoglo k trgovanju Jamhada preko marijskega kraljestva, ki je ležalo med Alepom in Babilonom. Oblast Jamhada nad Marijem je bila tako močna, da je kralj Ugarita prosil Hamurabija I., naj posreduje pri marijskem kralju, da bi mu dovoli obiskati njegovo slavno palačo v Mariju.
Politično-vojaško zavezništvo Jamhada in Babilona se je končalo po babilonskem napadu na Mari in uničenju kraljestva okoli 1761 pr. n. št. Gospodarski stiki so se ohranili, ker Babilonci niso vdrli na jamhadsko ozemlje. Uničenje Marija je imelo negativen vpliv na trgovanje med kraljestvoma, ker so karavanske poti ostale brez zaščite Marija.
Kasneje je pod oblast Hamurabija I. prišel tudi Karkemiš.

## Smrt in nasledstvo
Hamurabi I. je svojemu sinu Jarim-Limu Alalaškemu prepustil Irridu. Po smrti okoli leta  1750 pr. n. št. ga je nasledil drugi sin Aba-El I. Tretji sin Nakkuse je obdržal visok položaj na jamhadskem dvoru.
| Hamurabi I. JamhadskiJamhadska dinastija Umrl: 1750 pr. n. št. |                                             |                      |
| Vladarski nazivi                                               |                                             |                      |
| Predhodnik: Jarim-Lim I.                                       | Veliki kralj Jamhada 1764 – 1750 pr. n. št. | Naslednik: Aba-El I. |